# Représentations diplomatiques du Togo

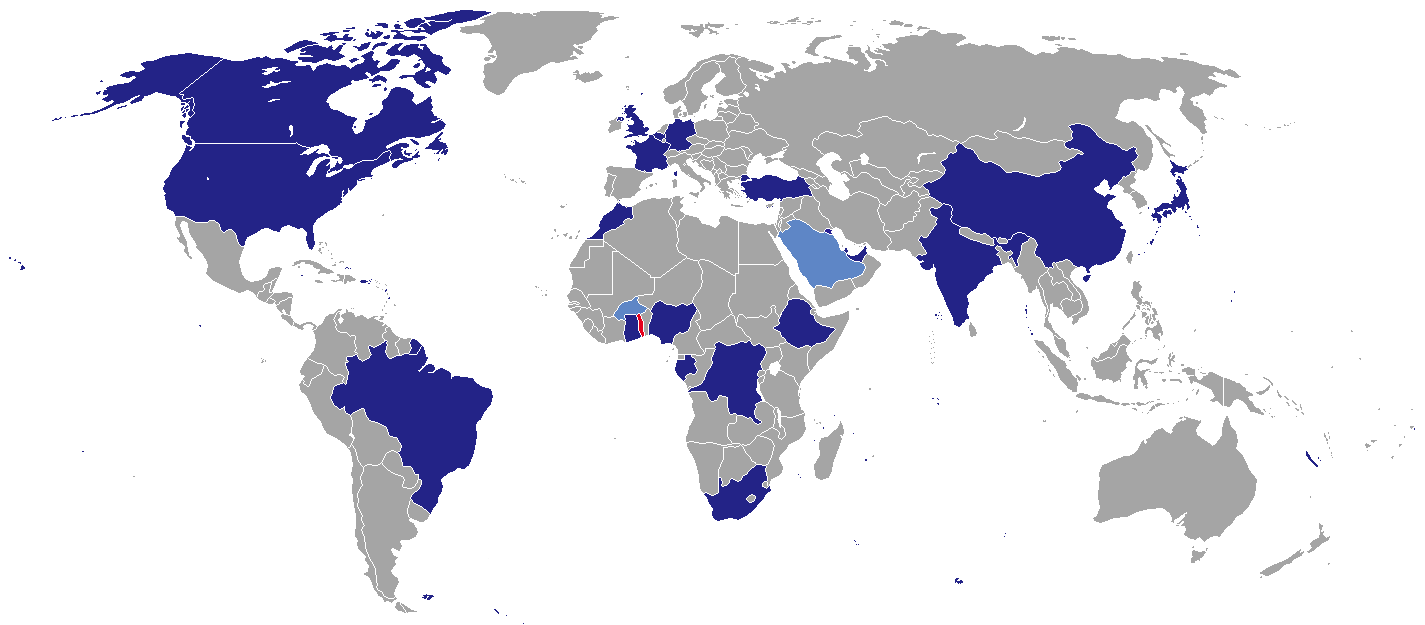
Missions diplomatiques du Togo.

Cet article liste les représentations diplomatiques du Togo à l'étranger, en excluant les consulats honoraires.

## Afrique
- Afrique du Sud
  - Pretoria (haut-commissariat)
- Burkina Faso
  - Ouagadougou (consulat général)
- Éthiopie
  - Addis-Abeba (ambassade)
- Gabon
  - Libreville (haut-commissariat)
- Ghana
  - Accra (ambassade)
- Maroc
  - Rabat (ambassade)
- Nigeria
  - Abuja (haut-commissariat)
- République démocratique du Congo
  - Kinshasa (ambassade)

## Amérique
- Brésil
  - Brasilia (ambassade)
- Canada
  - Ottawa (haut-commissariat)
- États-Unis
  - Washington (ambassade)

## Asie
- Chine
  - Pékin (ambassade)
- Inde
  - New Delhi (haut-commissariat)
- Japon
  - Tokyo (ambassade)
- Koweït
  - Koweït ville (ambassade)
- Qatar
  - Doha (ambassade)
- Turquie
  - Ankara (ambassade)

## Europe
- Allemagne
  - Berlin (ambassade)
- Belgique
  - Bruxelles (ambassade)
- France
  - Paris (ambassade)
- Royaume-Uni
  - Londres (haut-commissariat)

## Organisations internationales
- Addis-Abeba (mission permanente auprès de l'Union africaine).
- Bruxelles (mission à l'Union européenne).
- New York (mission permanente à l'ONU).

## Galerie

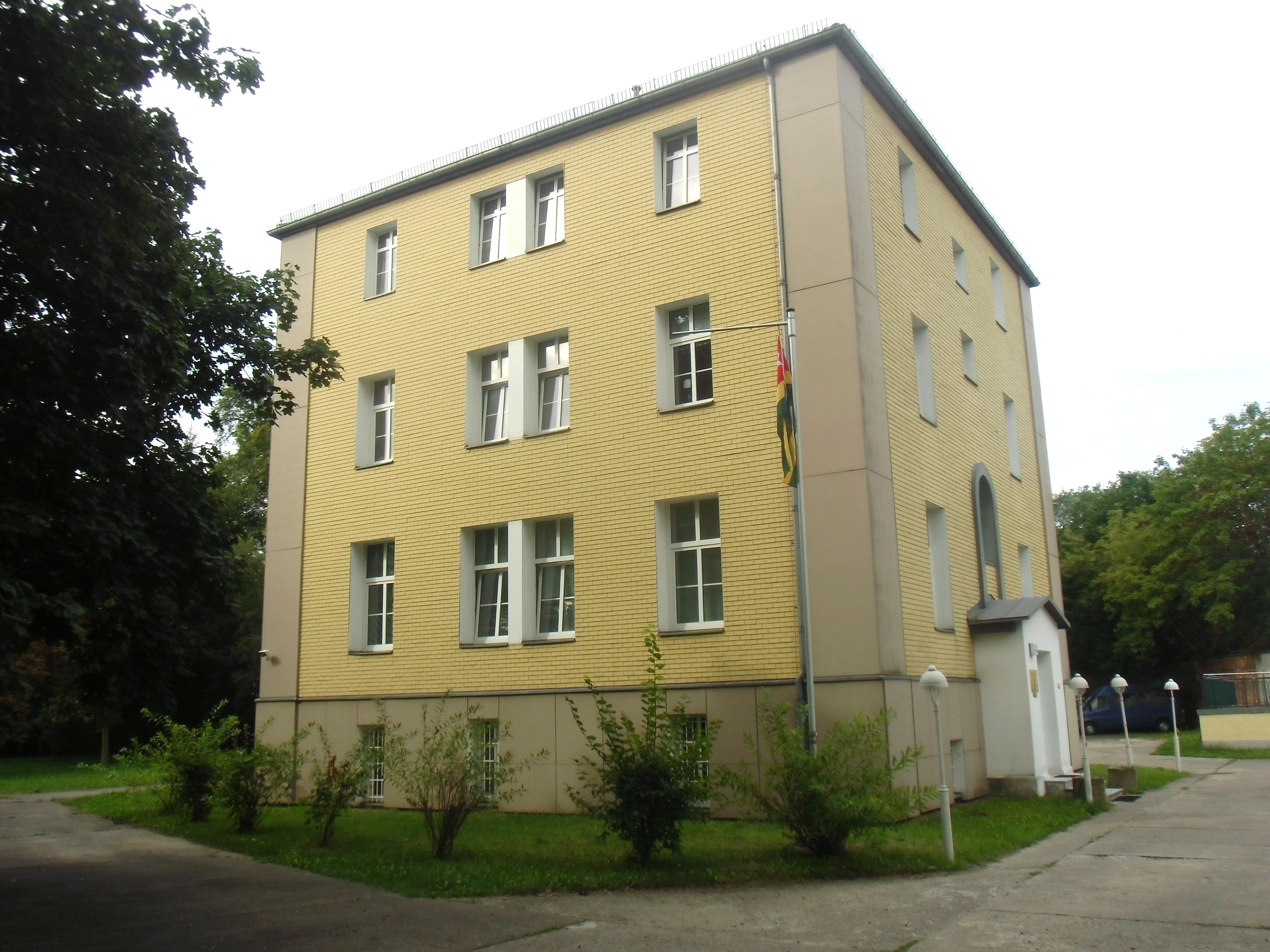
Ambassade à Berlin.
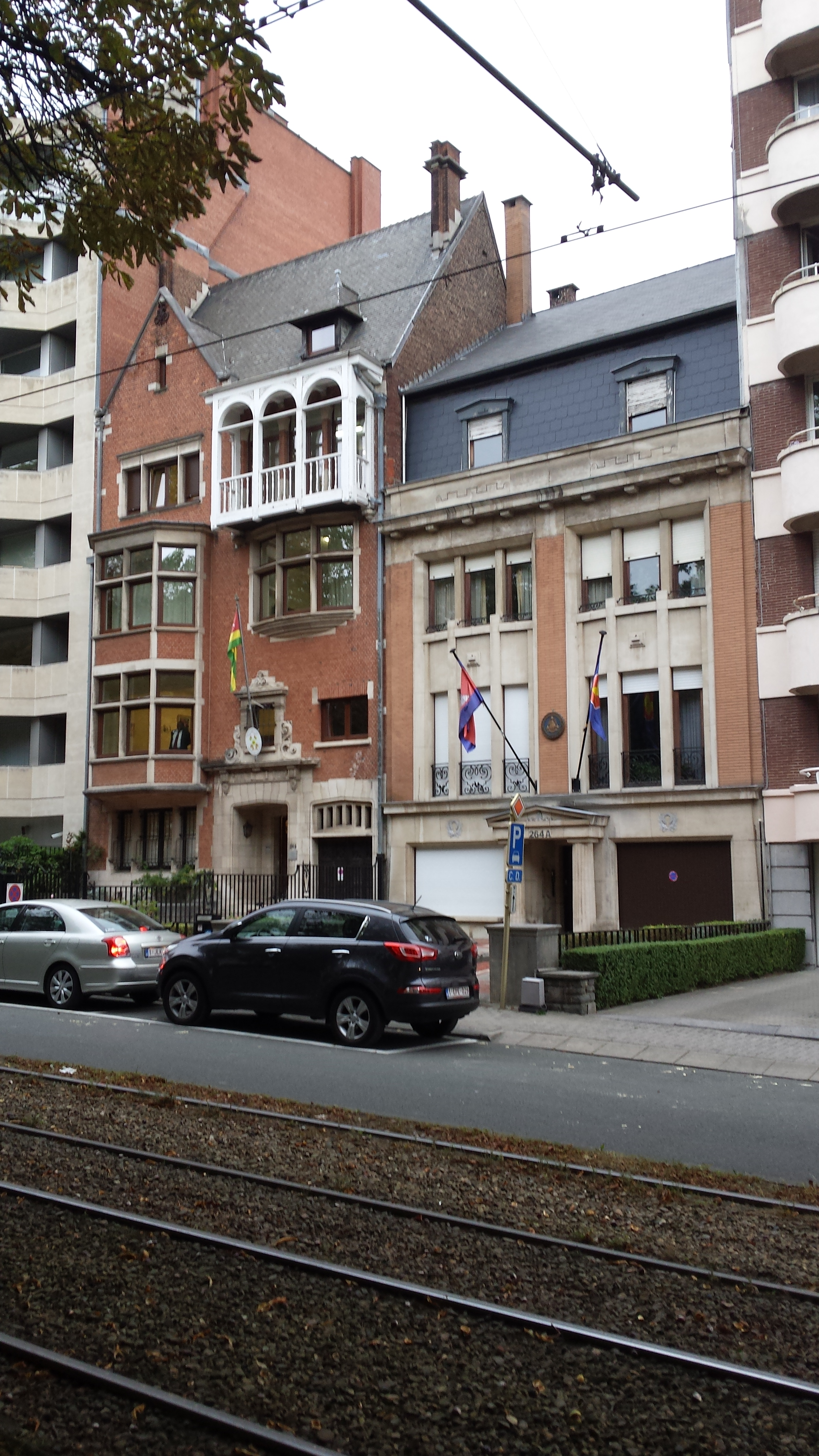
Ambassade à Bruxelles.
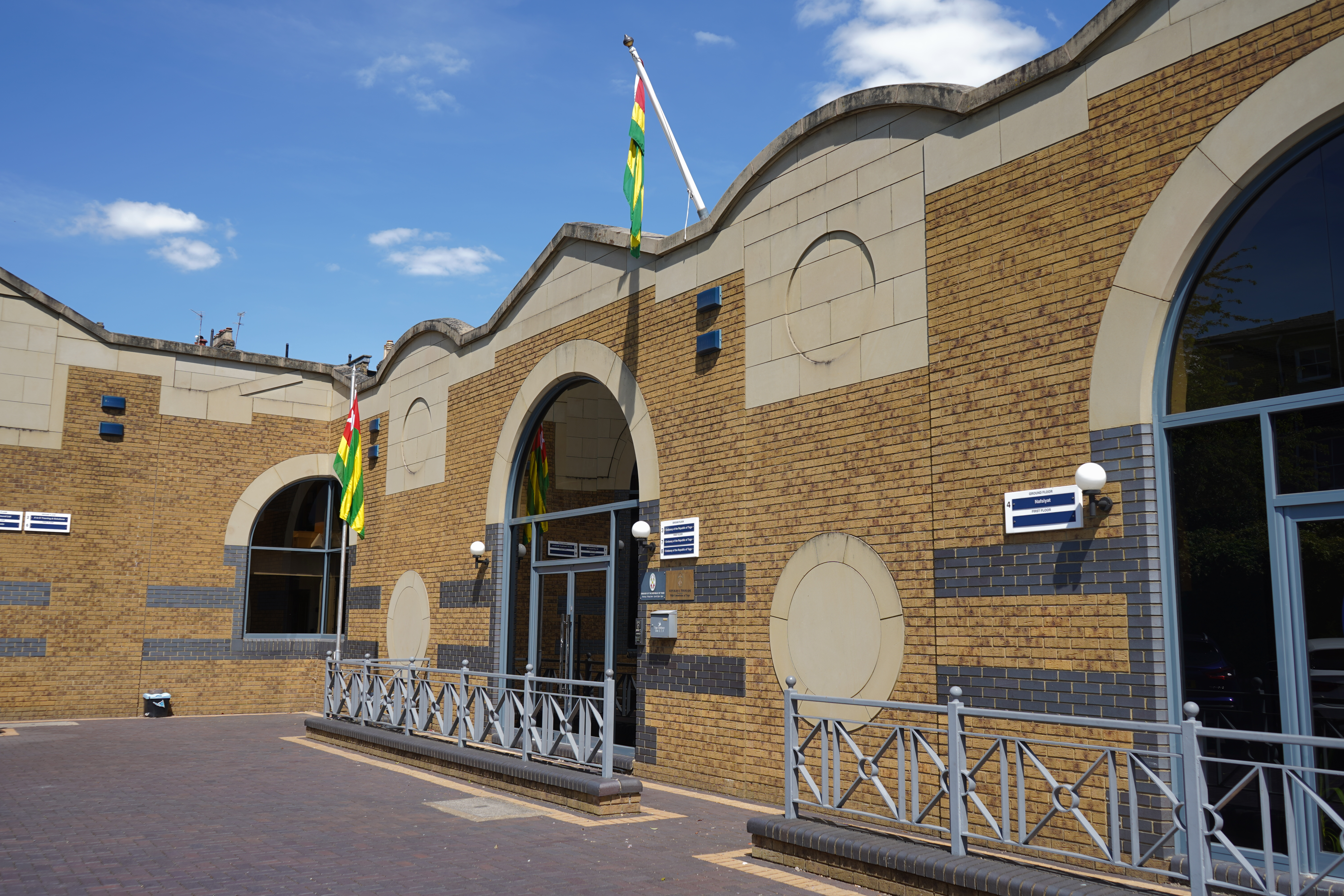
Haut-commissariat à Londres.
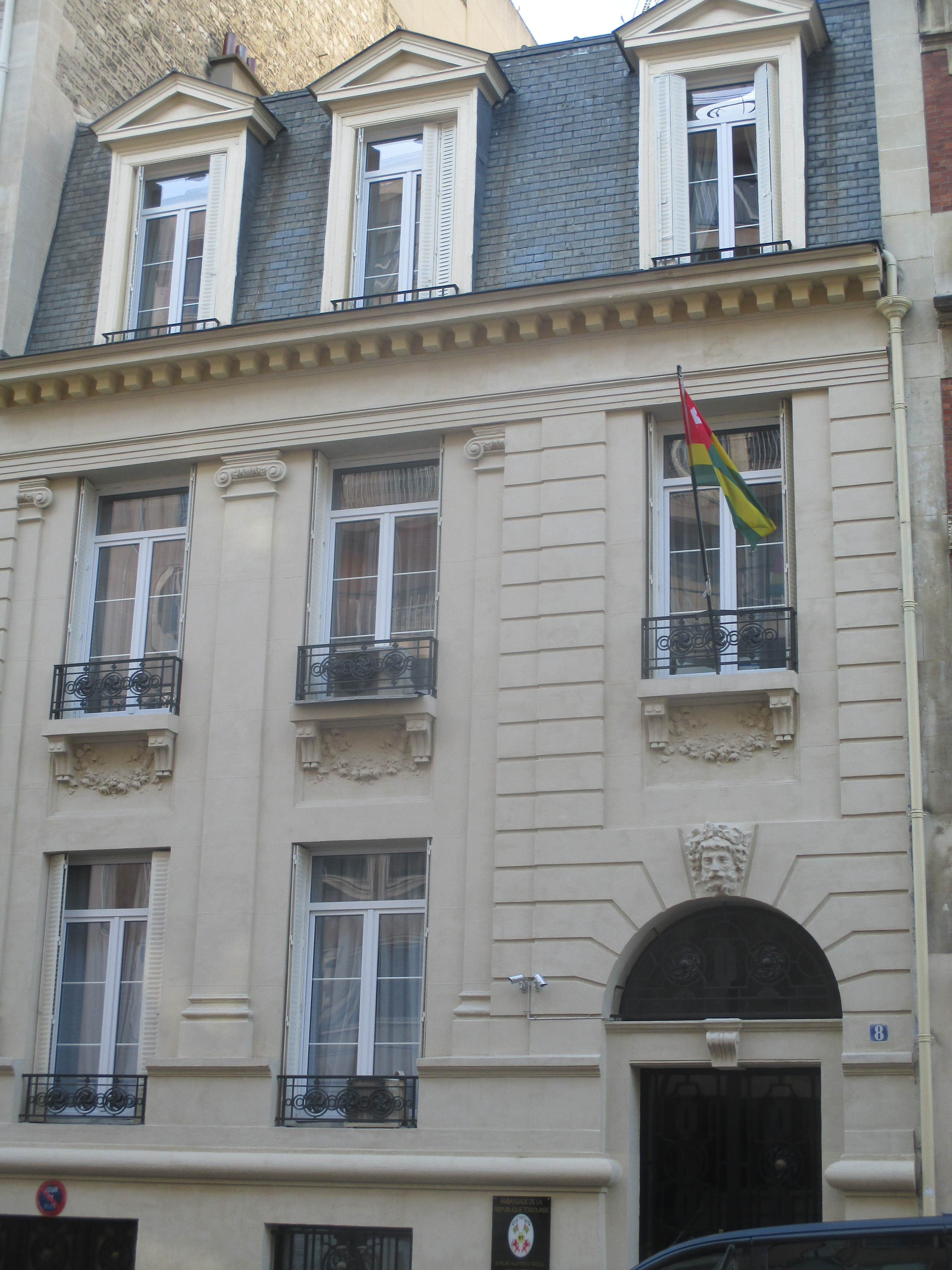
Ambassade à Paris.
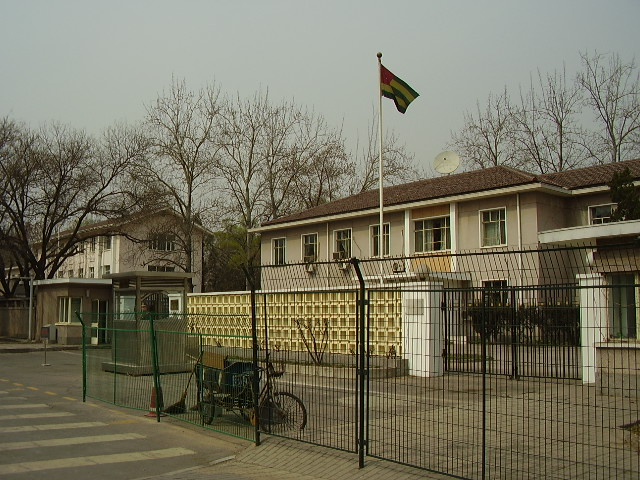
Ambassade à Pékin.
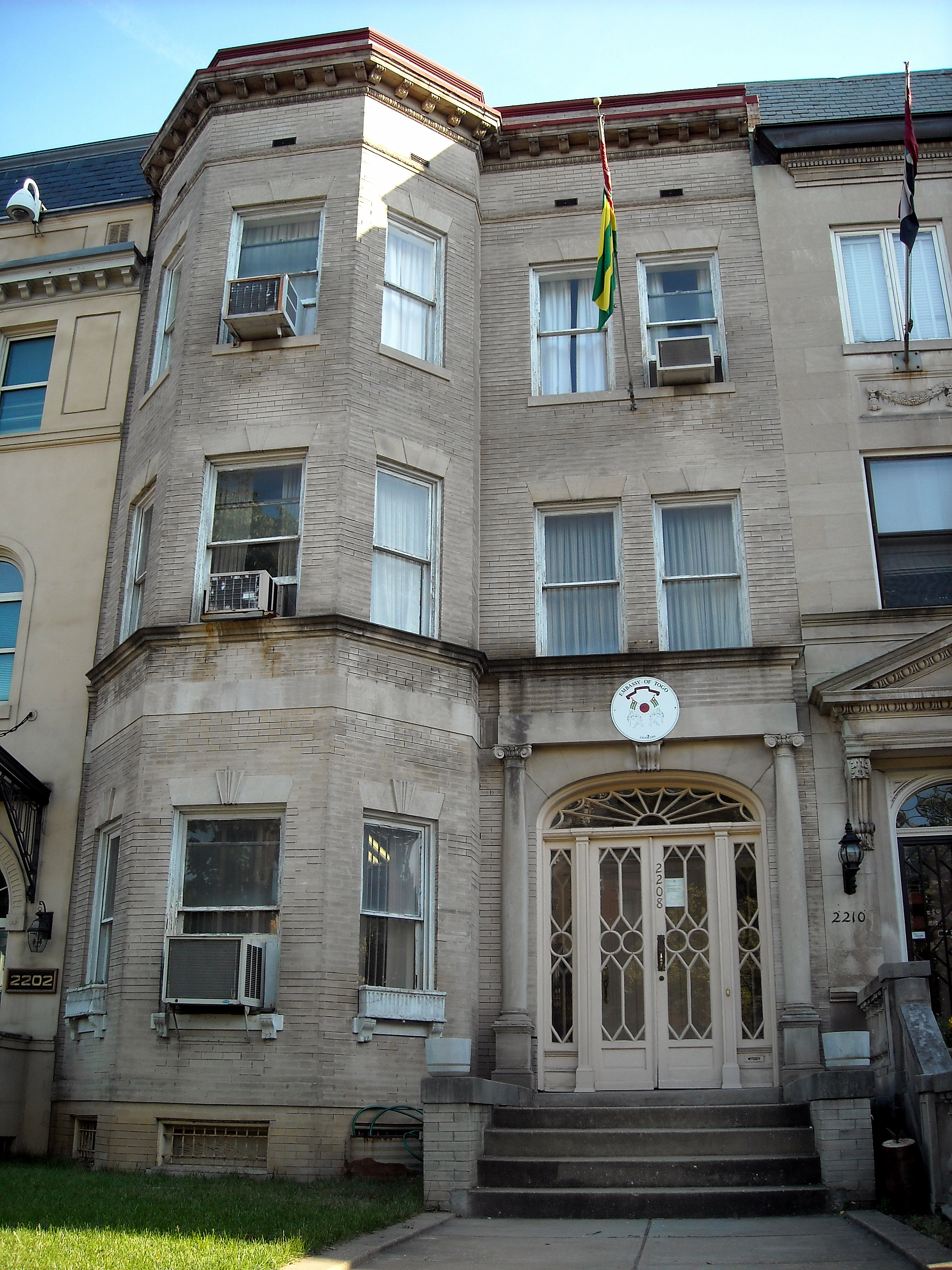
Ambassade à Washington.